# Larinus turbinatus
Espèce
Larinus turbinatus est une espèce d'insectes coléoptères de la famille des Curculionidae, classée dans la tribu des Lixini. Elle est originaire du Caucase et du Turkestan et s'est répandue en Europe méridionale et au sud de l'Europe centrale.

## Description
Cette espèce de taille moyenne possède un corps ovale noir tacheté de jaune avec un prothorax plus large que long dans la continuité de l'ovale avec un proscutum (premier segment du prothorax) plus court en forme de cloche. Ses élytres sont recouverts irrégulièrement d'une pilosité peu abondante et possèdent un apex arrondi. Ses antennes sont courtes avec une massue bien visible. La tête et le rostre de la femelle sont plus noirs que ceux du mâle.

## Écologie
Cette espèce se nourrit des chardons.
La femelle dépose cinq à six œufs par jour, chacun sur un bouton de fleur. Les larves les plus fortes tuent les larves plus faibles, lorsque leurs gangues grossissent les unes à côté des autres, si bien qu'au dernier stade de la larve, on ne trouve généralement qu'une larve par fleur.